# 이석행
이석행(李錫行, 1958년~)은 대한민국 전국민주노동조합총연맹의 제5기 위원장이다. 2004년 민주노총 사무총장에 취임했다.

## 이력
- 1978년 국립 전북기계공고 졸업
- 1980년 대동중공업 노조 설립발기인
- 1984년 대동중공업 4,5대 위원장
- 1991년 전국노동조합협의회 사무차장
- 1995년 전국자동차산업연맹 부위원장
- 1998년 금속산업연맹 부위원장
- 2004년 민주노총 사무총장[1]
- 2007년 민주노총 위원장
- 2017년~2021년 한국폴리텍대학 8대 이사장

## 활동
2008년 10월 5일, 2008년 대한민국의 촛불 시위를 주도한 혐의로 경찰의 수배를 받고 도피하던 중, 경기도 고양시의 한 아파트에서 검거되었다. 10월 8일, 이석행에게 구속영장이 발부되었다. 이에 대해 국제노동조합총연맹(ITCU)은 국제노동기구(ILO)에 이석행의 석방을 위한 중재 요청을 신청했다.

## 같이 보기
- 전국민주노동조합총연맹
- 2008년 대한민국의 촛불 시위